# ErogameScape
ErogameScape (litt. « Paysage des jeux érotiques »), également nommé en japonais ErogameScape -エロゲー批評空間- (ErogameScape -erogē hihyō kūkan-, litt. « ErogameScape -espace de critique d'eroge- ») et parfois abrégé en EGS, est une base de données d'eroge commerciaux — bien que des jeux tout publics et certains jeux amateurs sont présents — fondée présumément en septembre 2001 par l'internaute Hiroin. Il s'agit d'une base de données sous forme de wiki où tout utilisateur inscrit peut contribuer. À l'origine, elle est une pastiche du site CinemaScape, également nommé en japonais CinemaScape -映画批評空間- (CinemaScape -eiga hihyō kūkan-, litt. « CinemaScape -espace pour la critique cinématographique- »), une autre base de données centrée sur le cinéma fondée la même année. Le site est interdit aux moins de 18 ans.

## Fonctionnalités

### Base de données
ErogameScape fournit des informations sur les eroge commerciaux — l'écrasante majorité sont des romans vidéoludiques ou, en anglais, des visual novels — ainsi que sur d'autres jeux liés.

### Forum
ErogameScape possède un forum public ou chaque internaute — même non inscrit — peut discuter avec les autres utilisateurs du site. Il est possible d'indiquer un nom, si rien n'est indiqué, l'utilisateur sera automatiquement « nommé » 名無しさん (Nanashisan, litt. « anonyme », « sans nom »).

### Liste personnelle de suivi
ErogameScape peut faire office de liste de suivi, il est possible de se faire une liste de souhait, de décrire un statut d'avancement à un jeu comme fini, abandonné, en cours de jeu, etc.

### Agrégateur de notes et de critiques
ErogameScape fait office d'agrégateur de notes. Elle regroupe les notes données par les utilisateurs inscrits à un jeu puis fait des statistiques et publie une note moyenne.
Il est possible de rédiger sur tout site externe une critique puis de mettre le lien sur la fiche du jeu. Il est possible de rédiger une critique sans donner de note.

#### Échelle de notation
Chaque utilisateur peut noter un jeu de 0 à 100.

## Équivalents
À l'international, son équivalent est The Visual Novel Database (qui a un rang Alexa de 54 995) et en mandarin, son équivalent est Bangumi (qui a un rang Alexa de 8 615). ErogameScape a, lui, un rang Alexa de 87 143.

### Interactions avec les bases de données équivalentes
Les liens vers VNDB sont acceptés depuis le 10 novembre 2021.

## Blocages
Certains utilisateurs disent être bloqués sans aucune raison apparente, Hiroin répondit en demandant aux personnes de lui envoyer leurs adresses IP pour les débloquer. Le même problème se produit avec les internautes de la Chine communiste, mais le problème ne semble pas être lié au Grand pare-feu.

## Voir également
- Visual novel
- The Visual Novel Database
- Liste de visual novels